# Nybyggarpartiet
Nybyggarpartiet (NB) är ett lokalt politiskt parti i Valdemarsviks kommun. Partiet grundades 2010, och var representerat i kommunfullmäktige åren 2010-2022. Under perioden 2010-2014 styrde partiet kommunen tillsammans med de borgerliga partierna men har efter valet 2014 i stället kommit överens med de socialistiska partierna. Inför valet 2022 valde partiet att inte ställa upp samt pausa verksamheten då partiet hade svårt att rekrytera personer som ville engagera sig. Partiets logotyp är Valdemarsviks kommunvapen men i orange färg.

## Valresultat
| År   | Röster | %      | Mandat  | Ref   |
| ---- | ------ | ------ | ------- | ----- |
| 2010 | 937    | 17,76% | 6 av 35 | [ 4 ] |
| 2014 | 468    | 8,80%  | 3 av 35 | [ 5 ] |
| 2018 | 256    | 4,72%  | 2 av 35 | [ 6 ] |